# Delta (estado)
Delta é um estado da Nigéria, nomeado assim por causa do Delta do Níger. Tem aproximadamente 122 quilômetros de costa, no seu sudoeste, banhados pelo Oceano Atlântico. Sua capital é a cidade de Asaba.

## Administradores
- Abdulkadir Shehu (17 de novembro de 1993 – 10 de dezembro de 1993)